# Артем'єва Олександра Петрівна
Олекса́ндра Петрі́вна Арте́м'єва (нар. 18 червня 1949, Запоріжжя) — українська майстриня художньої вишивки та викладачка. Голова правління Запорізького творчого об'єднання «Мальва», член НСМНМУ з 2000 року.

## Життєпис
Народилася 18 червня 1949 року у місті Запоріжжя Запорізької області УРСР, нині Україна.

### Освіта
У 1973 році закінчила Запорізький педагогічний інститут.

### Трудова діяльність
Викладає українську мову та літературу в Запорізькій гімназії №6.

### Організаційна діяльність
Голова правління Запорізького творчого об'єднання «Мальва».
З 2000 — член Національної спілки майстрів народного мистецтва України.

### Художня діяльність
Бере участь в обласних та всеукраїнських художніх виставках. 
Основні техніки вишивки — тамбурний шов, мережка, лиштва та кривулька.
Здобула звання «Майстер традиційного народного мистецтва» та «Народний майстер України» від НСМНМУ.

## Основні твори
Рушники «Церковний» (1990), «Дорога мого життя» (1991), «Народження» (1998), «Срібне весілля», «Мої літа – моє багатство» (1999) та «Кам’яні могили» (2000).